# Вадул-луй-Исак
Вадул-луй-Исак (рум. Vadul lui Isac) — село в Кагульском районе Молдавии. Относится к сёлам, не образующим коммуну.

## География
Село расположено на высоте 7 метров над уровнем моря.

## Население
По данным переписи населения 2004 года, в селе Вадул-луй-Исак проживает 2950 человек (1432 мужчины, 1518 женщин).
Этнический состав села:
| Национальность | Число жителей | Процентный состав |
| -------------- | ------------- | ----------------- |
| молдаване      | 2880          | 97,63             |
| румыны         | 44            | 1,49              |
| гагаузы        | 9             | 0,31              |
| болгары        | 8             | 0,27              |
| русские        | 5             | 0,17              |
| украинцы       | 3             | 0,1               |
| прочие         | 1             | 0,03              |
| Всего          | 2950          | 100 %             |